# 小倉県

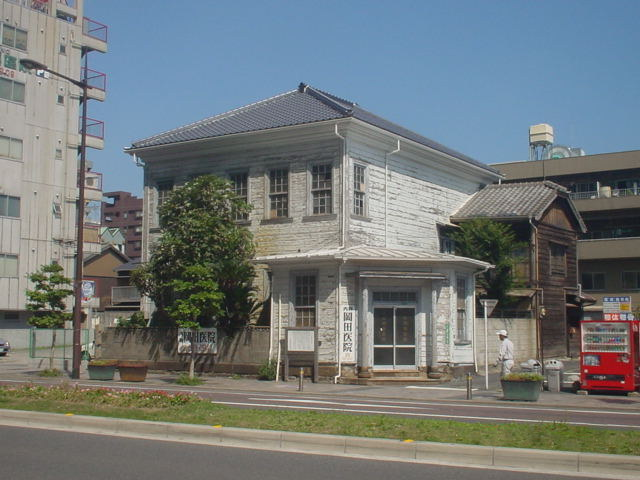
旧小倉県庁舎　2005年9月

小倉県（こくらけん）は1871年（明治4年）から1876年（明治9年）にかけて豊前国を管轄するために設置された県。現在の福岡県東部、大分県北部にあたる。

## 概要
小倉県庁であった建物の一部が北九州市小倉北区に残っている。リバーウォーク北九州の向かい側(JR西小倉駅=旧小倉駅=前)にあり、現在は岡田医院を経て聖林公司（ハリウッドランチマーケット）のセレクトショップとして利用されている。

## 変遷
- 1871年（明治4年）11月14日 - 第1次府県統合により豊津県（旧小倉藩）、千束県（旧小倉新田藩）、中津県（旧中津藩）、日田県の豊前国部分（企救郡等）を統合し、豊前国に小倉県が発足[1]（豊前1国8郡2町774ヶ村）。県庁は企救郡小倉室町（現在の福岡県北九州市小倉北区室町2-2-1。なお、小倉南区は1937年にその中心部である企救郡企救町などが小倉市に編入されるまで小倉ではなかった）に設置。
- 1876年（明治9年）
  - 4月18日 - 第2次府県統合により福岡県に合併。同日小倉県廃止。
  - 8月21日 - 福岡県のうち旧小倉県下毛郡、宇佐郡を大分県に編入。

## 管轄地域
カッコ内は現在の地域名。
- 豊前国一円
  - 企救郡（福岡県北九州市小倉北区・小倉南区・門司区、なお北九州市八幡東区・行橋市のごく一部を含む）
  - 田川郡（福岡県田川市・田川郡）
  - 京都郡（福岡県行橋市・京都郡）
  - 築城郡（福岡県築上郡築上町）
  - 上毛郡（福岡県豊前市・築上郡上毛町・吉富町）
  - 下毛郡（大分県中津市）
  - 宇佐郡（大分県宇佐市）

## 歴代知事
- 1871年（明治4年）11月14日 - 1873年（明治6年）2月10日 ： 参事・伊藤武重（元佐賀藩士）
- 1873年（明治6年）2月10日 - 1873年（明治6年）11月27日 ： 参事・小幡高政（前宇都宮県参事、元山口藩士）
- 1873年（明治6年）11月27日 - 1876年（明治9年）3月28日 ： 権令・小幡高政（前小倉県参事）